# Jippensha Ikku
Jippensha Ikku, nome d'arte di Shigeta Sadakazu (Sunpu, 1765 – Edo, 12 settembre 1831), è stato uno scrittore giapponese.

## Biografia

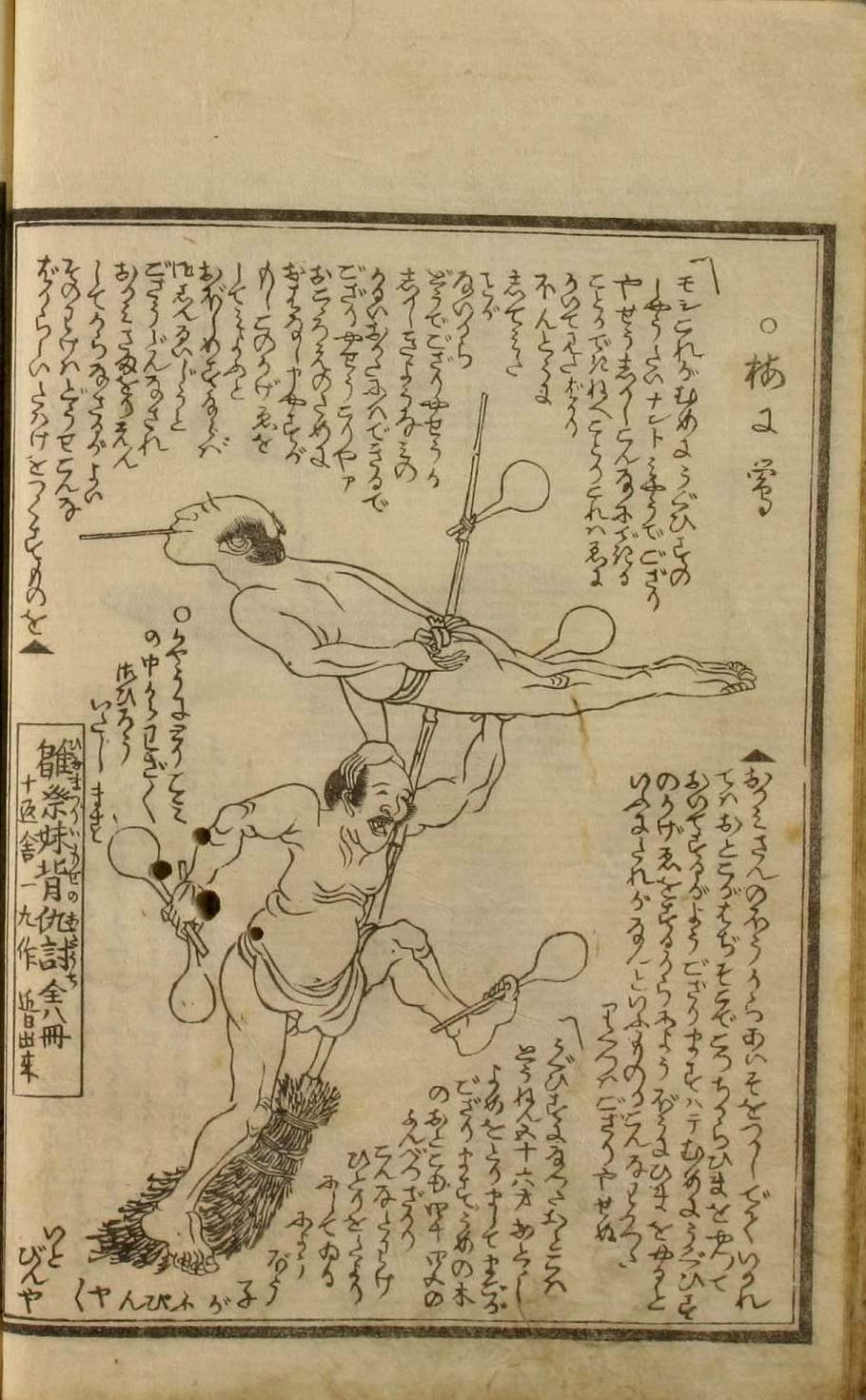
Da Otsuriki, un divertente libro su come creare immagini d'ombra, 1810

Jippensha nacque nel 1765 a Sunpu, che corrisponde all'odierna Shizuoka, figlio di un piccolo funzionario.
Jippensha lavorò al servizio del magistrato di Edo e di Osaka.
Ad Osaka, Jippensha venne a contatto con il mondo del teatro, con la società borghese, con il mondo della cultura e degli intellettuali, dai quali prese ispirazione per le sue opere.

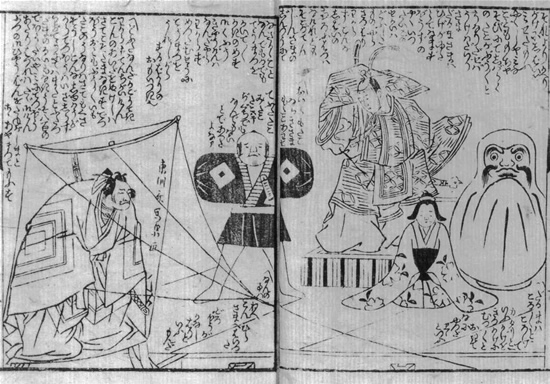
Pagina tratta da Shotōzan Tenarai Hōjō

Nel 1793 ritornò a Edo per lavorare come illustratore, e l'anno seguente pubblicò tre volumi intitolati Shingaku Tokeigusa, incentrati sui rapporti fra gli uomini e le donne.
Nel 1801 Jippensha effettuò un viaggio fino a Chiba, grazie al quale raccolse memorie di viaggio e spunti per le sue opere.
L'anno seguente pubblicò il primo volume del Tōkaidōchū Hizakurige ("A cavallo delle gambe lungo il Tokaidô", 1802), la sua opera più importante e più conosciuta,  composta da otto volumi illustrati da lui stesso, nella quale l'autore descrisse viaggi di fantasia ispirati dal mondo e dai personaggi del teatro oltreché dalla società borghese. L'Hizakurige si può definire come una via di mezzo tra un diario di viaggio e una guida turistica umoristica, scritta per il popolo e non per i dotti. L'opera riscosse un grande successo di pubblico.
Il Tokaidô ("Via del mare orientale") era una delle più importanti vie di collegamento tra Edo e Kyoto, inaugurata da Tokugawa Ieyasu (1543-1616), fondatore dello shogunato Tokugawa.
Il Tōkaidōchū Hizakurige risultò vicino al genere letterario degli Sharebon, sottogenere del Gesaku, ossia scritti comici, umoristici, frivoli e beffardi aventi come tematiche principali i quartieri di piacere e il cibo. Jippensha per scrivere il Tōkaidōchū Hizakurige prese spunto dalle opere letterarie precedenti per quanto riguarda i temi, invece fu più originale per i contenuti. Il racconto narra le avventure di due protagonisti, un commerciante ed un suo compagno, che per sfuggire i loro creditori e per fare un pellegrinaggio nei santuari, decidono di effettuare un lungo viaggio.
Jippensha si dimostrò brillante e originale nei suoi racconti umoristici (Sharebon) e nei suoi romanzi comici (Kokkeibon), con i quali descrisse in modo caricaturale e satirico i vizi, le virtù, le abitudini, i linguaggi della società borghese del periodo Edo.
Jippensha si sposò tre volte e visse gli ultimi mesi della sua vita in uno stato di crescente paralisi.

## Opere
- Tōkaidōchū Hizakurige, A cavallo delle gambe lungo il Tokaidô, 1802-1822;
- Seirō ehon nenjū gyōji, L'Almanacco di case verdi, in collaborazione con Utamaro, 1804.

## Nella cultura di massa
- Jippensha appare, interpretato da Tsurutarō Kataoka, nel film Sharaku (1995) di Masahiro Shinoda.